# Dragan Gajić
Dragan Gajić  (Celje, Eslovenia el 21 de julio de 1984) es un exjugador de balonmano esloveno que jugaba en la posición de extremo derecho. Su último equipo fue el Limoges Hand 87. Fue un componente de la  selección de balonmano de Eslovenia.
Fue el máximo goleador del mundial 2015, con la selección de balonmano de Eslovenia. En 2016 dejó la selección tras disputar el Campeonato Europeo de Balonmano Masculino de 2016. En 2021 regresó a la selección eslovena para la disputa del Campeonato Mundial de Balonmano Masculino de 2021.

## Equipos
- RK Rudar Evj Trbovlje (-2004)
- RK Celje (2004-2009)
- Zagreb (2009-2010)
- Montpellier HB (2011-2016)
- MKB Veszprém (2016-2020)
- Limoges Hand 87 (2020-2024)

## Palmarés

### RK Celje
- Liga de balonmano de Eslovenia (2005, 2006, 2007, 2008, 2010)
- Copa de balonmano de Eslovenia (2006, 2007, 2008, 2010)

### RK Zagreb
- Liga de Croacia de balonmano (1): 2010
- Copa de Croacia de balonmano (1): 2010

### Montpellier HB
- Liga francesa de balonmano (2012)
- Copa de Francia de balonmano (2012, 2013, 2016)
- Copa de liga francesa de balonmano (2012, 2014, 2016)

### Veszprém
- Liga húngara de balonmano (2): 2017, 2019
- Copa de Hungría de balonmano (2): 2017, 2018
- Liga SEHA (1): 2020

## Méritos y distinciones
- Máximo goleador del Campeonato del Mundo de 2015
- Mejor extremo derecho del Campeonato del Mundo de 2015